# Équipe de Tchécoslovaquie de football à la Coupe du monde 1938

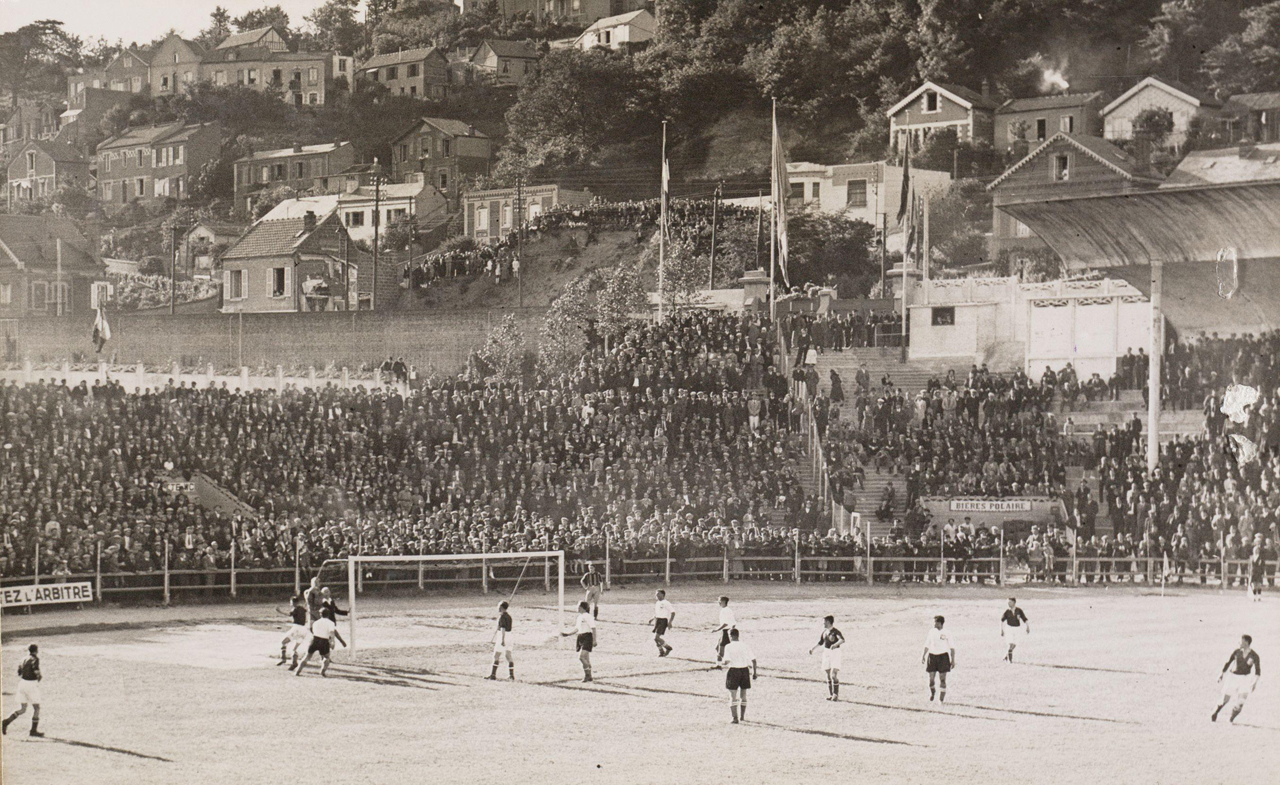
Scène du match contre les Pays-Bas.

L'équipe de Tchécoslovaquie de football participe à sa deuxième Coupe du monde lors de l'édition 1938 qui se tient en France du 4 juin 1938 au 19 juin 1938. La Tchécoslovaquie se présente en tant que vice-championne du monde en titre. Elle est éliminée par le Brésil au stade des quarts de finale. Deux rencontres sont nécessaires, le premier match se soldant par un score nul après prolongation. Ce premier match, baptisé la « bataille de Bordeaux », est marqué par trois expulsions et deux blessures de Plánička et Nejedlý, qui manquent à l'appel pour le second match.

## Phase qualificative
La nation se trouve dans le groupe 7 de la zone Europe avec la Bulgarie. La poule consiste en une confrontation aller-retour et les Tchécoslovaques se qualifie pour la Coupe du monde après un match nul 1-1 à Sofia et une victoire 6-0 à domicile.
| 7 novembre 1937 | Bulgarie             | 1 - 1 | Tchécoslovaquie | Junak Stadion, Sofia                                |                                                     |
|                 | Panchediev 89e (pen) |       | Říha 44e        | Spectateurs : 15 000 Arbitrage : Rinaldo Barlassina | Spectateurs : 15 000 Arbitrage : Rinaldo Barlassina |
|                 | détails              |       |                 | Spectateurs : 15 000 Arbitrage : Rinaldo Barlassina | Spectateurs : 15 000 Arbitrage : Rinaldo Barlassina |

| 24 avril 1938 | Tchécoslovaquie                                     | 6 - 0 | Bulgarie | Sparta Stadion, Prague                           |                                                  |
|               | Šimůnek 21e, 79e, 89e · Nejedlý 57e, 77e · Ludl 73e |       |          | Spectateurs : 28 000 Arbitrage : Pál von Hertzka | Spectateurs : 28 000 Arbitrage : Pál von Hertzka |
|               | détails                                             |       |          | Spectateurs : 28 000 Arbitrage : Pál von Hertzka | Spectateurs : 28 000 Arbitrage : Pál von Hertzka |

## Phase finale

### Huitièmes de finale
| 5 juin 1938                         | Tchécoslovaquie                                                                           | 3 - 0 a.p. | Pays-Bas                                                                                                 | Stade de la cavée verte (Le Havre)               |                                                  |
| 18 h 30 · Historique des rencontres | Košťálek 93e · Nejedlý 111e · Zeman 118e                                                  | (0 - 0)    | | Spectateurs : 11 000 Arbitrage : Lucien Leclercq | Spectateurs : 11 000 Arbitrage : Lucien Leclercq |
| 18 h 30 · Historique des rencontres | Rapport                                                                                   |            | | Spectateurs : 11 000 Arbitrage : Lucien Leclercq | Spectateurs : 11 000 Arbitrage : Lucien Leclercq |
| 18 h 30 · Historique des rencontres | Plánička - Burgr, Daučík - Košťálek, Bouček, Kopecký - Říha, Šimůnek, Zeman, Nejedlý, Puč | Équipes    | Van Male - Weber, Caldenhove - Paauwe, Anderiesen, Van Heel - Wels, Van der Veen, Smit, Vente, De Harder | Spectateurs : 11 000 Arbitrage : Lucien Leclercq | Spectateurs : 11 000 Arbitrage : Lucien Leclercq |

### Quarts de finale
| 12 juin 1938                        | Brésil | 1 - 1 a.p. | Tchécoslovaquie                                                                                 | Parc Lescure (Bordeaux)                          |                                                  |
| 17 h 00 · Historique des rencontres | Leônidas 30e | (1 - 0)    | Nejedlý 65e (pen.)                                                                              | Spectateurs : 19 000 Arbitrage : Pál von Hertzka | Spectateurs : 19 000 Arbitrage : Pál von Hertzka |
| 17 h 00 · Historique des rencontres | Rapport |            |                                                                                                 | Spectateurs : 19 000 Arbitrage : Pál von Hertzka | Spectateurs : 19 000 Arbitrage : Pál von Hertzka |
| 17 h 00 · Historique des rencontres | Walter - Domingos da Guia, Machado ( 89e) - Zezé Procópio ( 14e), Martim , Afonsinho - Lopes, Romeu, Leônidas, Perácio, Hércules | Équipes    | Plánička - Burgr, Daučík - Košťálek, Bouček, Kopecký - Říha ( 89e), Šimůnek, Ludl, Nejedlý, Puč | Spectateurs : 19 000 Arbitrage : Pál von Hertzka | Spectateurs : 19 000 Arbitrage : Pál von Hertzka |

| 14 juin 1938 match rejoué           | Brésil                                                                                       | 2 - 1   | Tchécoslovaquie                                                                          | Parc Lescure (Bordeaux)                             |                                                     |
| 18 h 00 · Historique des rencontres | Leônidas 57e · Roberto 62e                                                                   | (0 - 1) | Kopecký 25e                                                                              | Spectateurs : 22 000 Arbitrage : Georges Capdeville | Spectateurs : 22 000 Arbitrage : Georges Capdeville |
| 18 h 00 · Historique des rencontres | Rapport                                                                                      |         |                                                                                          | Spectateurs : 22 000 Arbitrage : Georges Capdeville | Spectateurs : 22 000 Arbitrage : Georges Capdeville |
| 18 h 00 · Historique des rencontres | Walter - Jaú, Nariz - Britto, Brandão, Argemiro - Roberto, Luisinho, Leônidas , Tim, Patesko | Équipes | Burkert - Burgr , Daučík - Košťálek, Bouček, Kopecký - Kreuz, Horák, Ludl, Senecký, Rulc | Spectateurs : 22 000 Arbitrage : Georges Capdeville | Spectateurs : 22 000 Arbitrage : Georges Capdeville |

## Effectif
Josef Meissner est le sélectionneur de la Tchécoslovaquie durant la Coupe du monde.
| No. | Pos.      | Joueur             | Date de naissance et âge | Sélec.  | Club               |
| --- | --------- | ------------------ | ------------------------ | ------- | ------------------ |
| -   | Milieu    | Jaroslav Bouček    | 13 novembre 1912         | 22 0(1) | Sparta Prague      |
| -   | Attaquant | Vojtěch Bradáč     | 6 octobre 1913           | 07 0(4) | Slavia Prague      |
| -   | Défenseur | Jaroslav Burgr     | 7 mars 1906              | 51 0(0) | Sparta Prague      |
| -   | Gardien   | Karel Burkert      | 1er décembre 1909        | 02 0(0) | SK Židenice        |
| -   | Défenseur | Pavel Černý        | 1er février 1910         | 00 0(0) | Slavia Prague      |
| -   | Défenseur | Ferdinand Daučík   | 30 mai 1910              | 10 0(0) | Slavia Prague      |
| -   | Attaquant | Václav Horák       | 27 septembre 1912        | 09 0(4) | Slavia Prague      |
| -   | Milieu    | Karel Kolský       | 21 septembre 1914        | 10 0(0) | Sparta Prague      |
| -   | Milieu    | Vlastimil Kopecký  | 14 octobre 1912          | 13 0(3) | Slavia Prague      |
| -   | Milieu    | Josef Košťálek     | 31 août 1909             | 36 0(1) | Sparta Prague      |
| -   | Attaquant | Arnošt Kreuz       | 14 mars 1910             | 02 0(0) | SK Pardubice       |
| -   | Attaquant | Josef Ludl         | 3 juin 1916              | 03 0(1) | SK Viktoria Žižkov |
| -   | Attaquant | Oldřich Nejedlý    | 26 décembre 1909         | 38 (26) | Sparta Prague      |
| -   | Milieu    | Otakar Nožíř       | 12 mars 1917             | 00 0(0) | Slavia Prague      |
| -   | Défenseur | Josef Orth         | 1914                     | 00 0(0) | Slovan Bratislava  |
| -   | Gardien   | František Plánička | 2 juin 1904              | 71 0(0) | Slavia Prague      |
| -   | Attaquant | Antonín Puč        | 16 mai 1907              | 59 (34) | Slavia Prague      |
| -   | Attaquant | Jan Říha           | 11 novembre 1915         | 09 0(4) | Sparta Prague      |
| -   | Attaquant | Oldřich Rulc       | 28 mars 1911             | 15 0(2) | SK Židenice        |
| -   | Attaquant | Karel Senecký      | 17 mars 1919             | 02 0(2) | Sparta Prague      |
| -   | Attaquant | Ladislav Šimůnek   | 4 octobre 1916           | 02 0(3) | Slavia Prague      |
| -   | Attaquant | Josef Zeman        | 23 janvier 1915          | 03 0(1) | Sparta Prague      |

## Navigation